# Jacques Bergerac

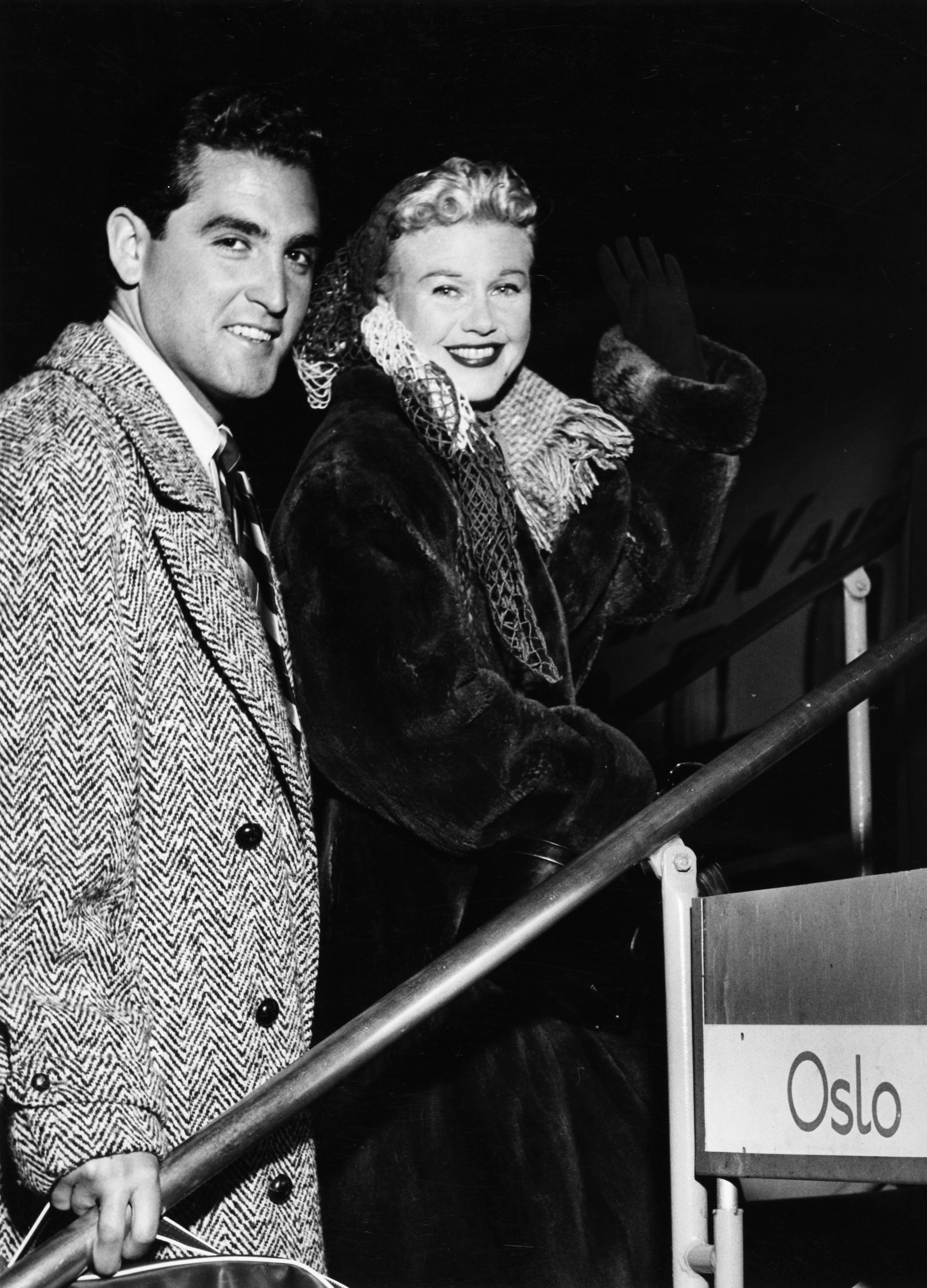
Bergerac mit seiner ersten Frau Ginger Rogers

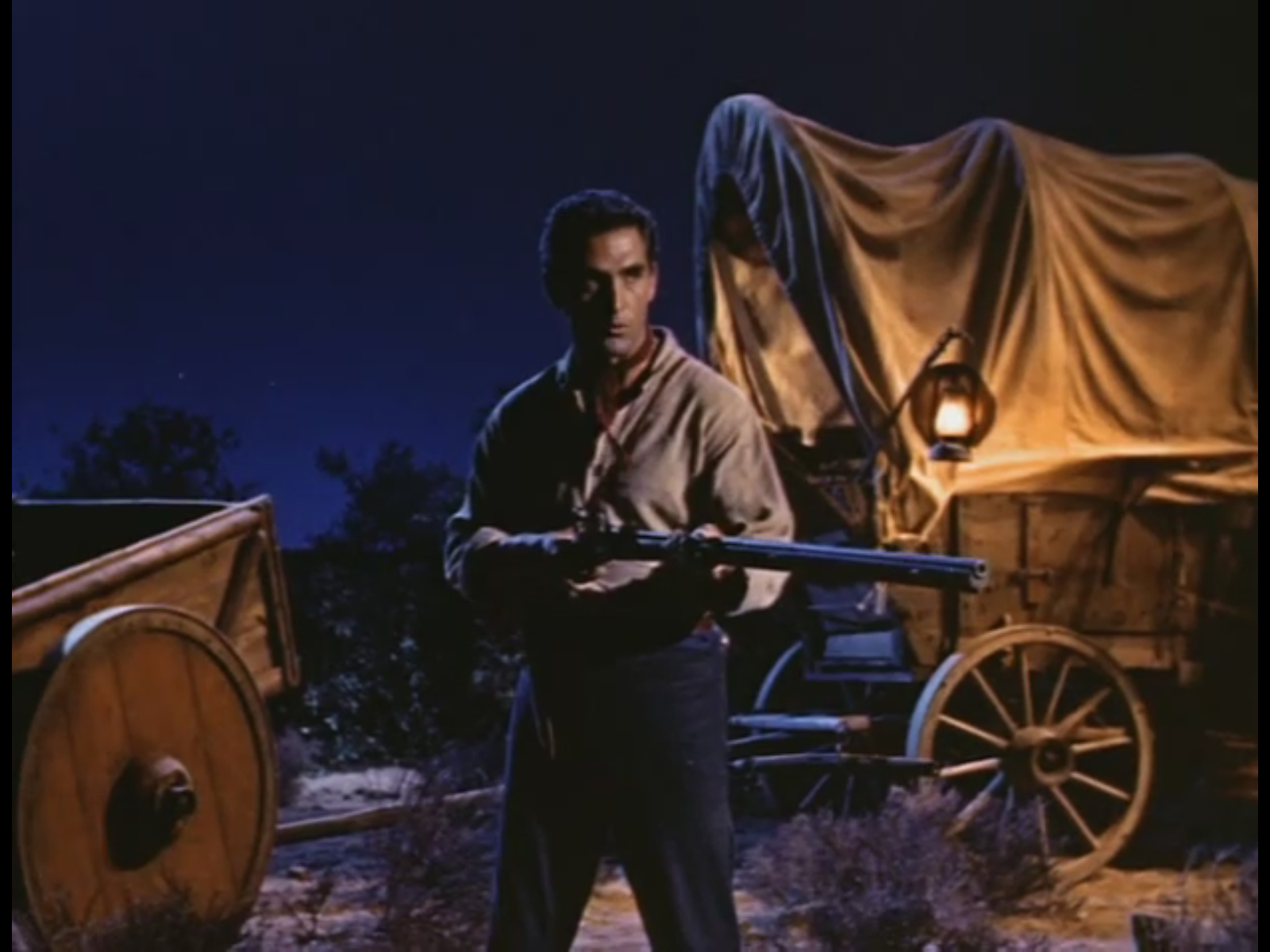
Filmscene in Thunder in the Sun

Jacques Gilbert Henri Bergerac (* 26. Mai 1927 in Biarritz; † 15. Juni 2014 in Anglet) war ein französischer Schauspieler und Geschäftsmann.

## Leben und Karriere
Jacques Bergerac studierte Jura in Paris, als er der im Urlaub befindlichen US-Schauspielerin Ginger Rogers auffiel. Sie heirateten im Februar 1953, die Ehe sollte bis 1957 Bestand haben. Rogers war es auch, die ihrem Ehemann zu ersten Probeaufnahmen bei Metro-Goldwyn-Mayer verhalf und ihm so den Weg ins Filmgeschäft ebnete. 1954 machte er sein Filmdebüt an der Seite von Rogers im Kriminalfilm Twist of Fate von David Miller. Einem breiteren Publikum in den USA wurde er durch seine größere Nebenrolle in George Cukors Musicalkomödie Die Girls von 1957 bekannt. Im selben Jahr wurde er bei den Golden Globe Awards mit dem Preis als bester ausländischer Nachwuchsdarsteller (New Foreign Star Of The Year – Actor) ausgezeichnet, diese Kategorie wurde nur einmalig verliehen und Bergerac blieb ihr einziger Preisträger.
In der Folgezeit pendelte Bergerac zwischen Filmrollen in Europa und den Vereinigten Staaten, wobei er in den meisten seiner Hollywood-Rollen das Klischee des verführerischen Liebhabers aus Europa bediente. Ein Beispiel dafür ist Bergeracs Rolle als Eislauflehrer Sandomir im oscarprämierten Musicalfilm Gigi von 1958. 1960 hatte er eine seiner wenigen Hauptrollen als Hypnotiseur im B-Horrorstreifen Die 13 Opfer des Dr. Desmond. Im Verlaufe der 1960er-Jahre ließen die Filmangebote für den Schauspieler zusehends nach und er war überwiegend in US-Fernsehserien zu sehen. 1969 zog er sich von der Schauspielerei zurück und wurde Geschäftsmann. Für den Kosmetikkonzern Revlon leitete er deren Pariser Büro, sein jüngerer Bruder Michel (1932–2016) war zeitweise Präsident von Revlon.
Nach der Scheidung von Rogers heiratete er 1959 mit Dorothy Malone eine weitere Oscarpreisträgerin, mit der er zwei Töchter hatte. Die Ehe wurde 1964 geschieden. Er starb 2014 im Alter von 87 Jahren im französischen Anglet im Département Pyrénées-Atlantiques, nicht weit von seinem Geburtsort Biarritz entfernt.

## Filmografie (Auswahl)
- 1954: Twist of Fate
- 1956: Der Liebesroman einer Königin (Marie-Antoinette reine de France)
- 1956–1958: Alfred Hitchcock Presents (Fernsehserie, 4 Folgen)
- 1957: Die Girls (Les Girls)
- 1958: Schwarzer Stern in weißer Nacht (Un homme se penche sur son passé)
- 1958: Gigi
- 1959: Donner in der Sonne (Thunder in the Sun)
- 1959–1963: 77 Sunset Strip (Fernsehserie, 3 Folgen)
- 1960: Die 13 Opfer des Dr. Desmond (The Hypnotic Eye)
- 1962: Achilles (L'ira di Achille)
- 1964: Staatsaffären (A Global Affair)
- 1964: Perry Mason (Fernsehserie, 1 Folge)
- 1965: Auf eine ganz krumme Tour (La congiuntura)
- 1966: Im Netz der goldenen Spinne (Missione speciale Lady Chaplin)
- 1967/1968: Batman (Fernsehserie, 2 Folgen)
- 1968: Mini-Max (Get Smart; Fernsehserie, 1 Folge)
- 1969: Doris Day in... (The Doris Day Show; Fernsehserie, 1 Folge)